# Jan Baert (zeevaarder)

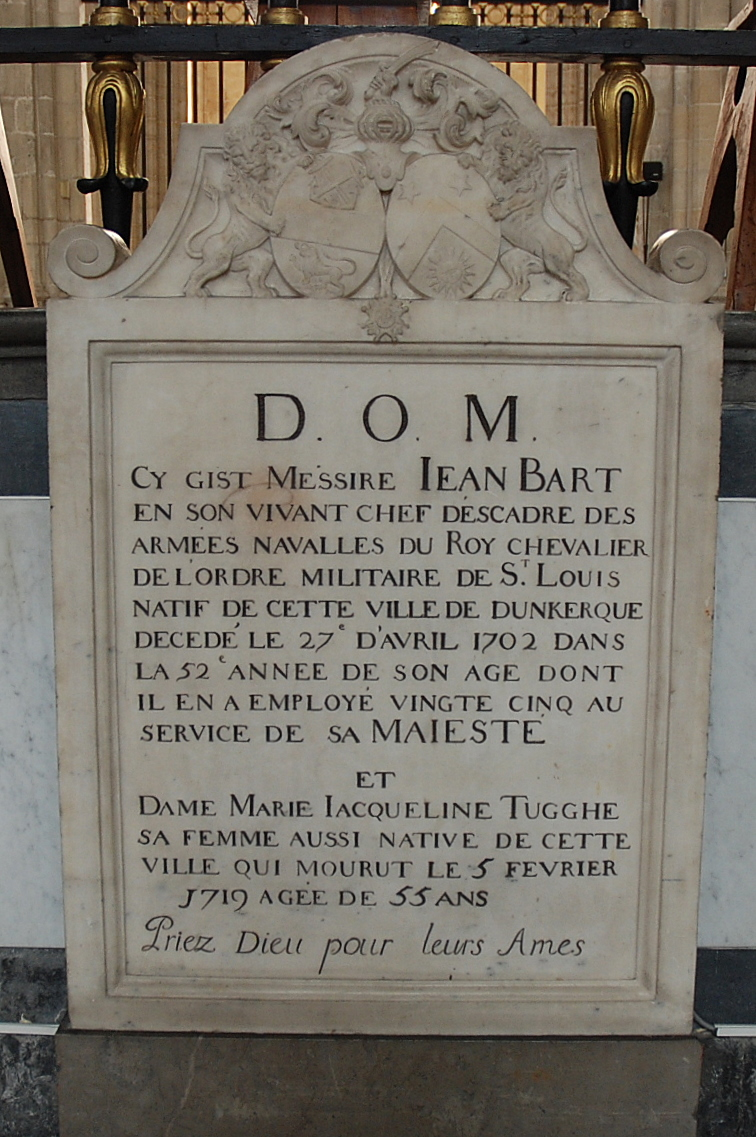
Graf van Jan Baert

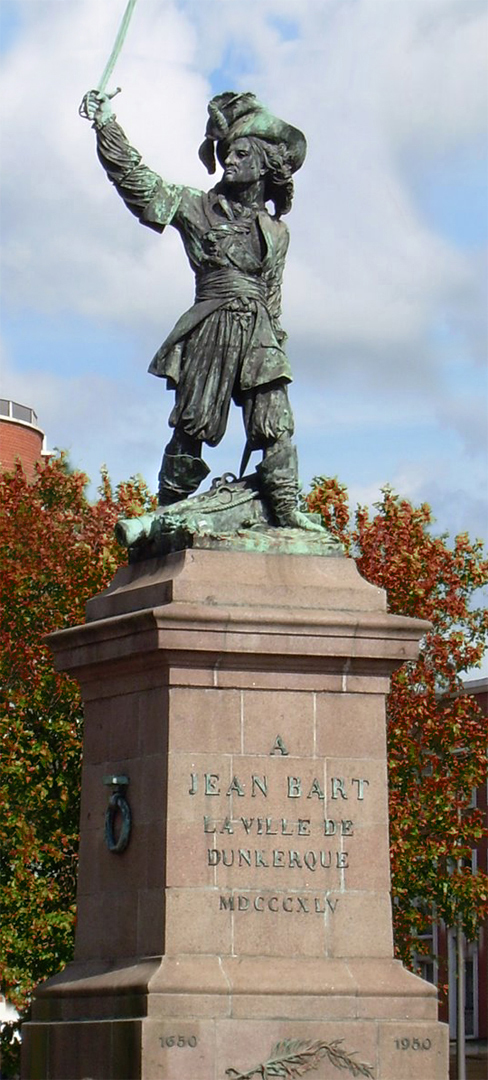
Standbeeld ter ere van Jan Baert op het Place Jean Bart in Duinkerke, vervaardigd door David d'Angers in 1845

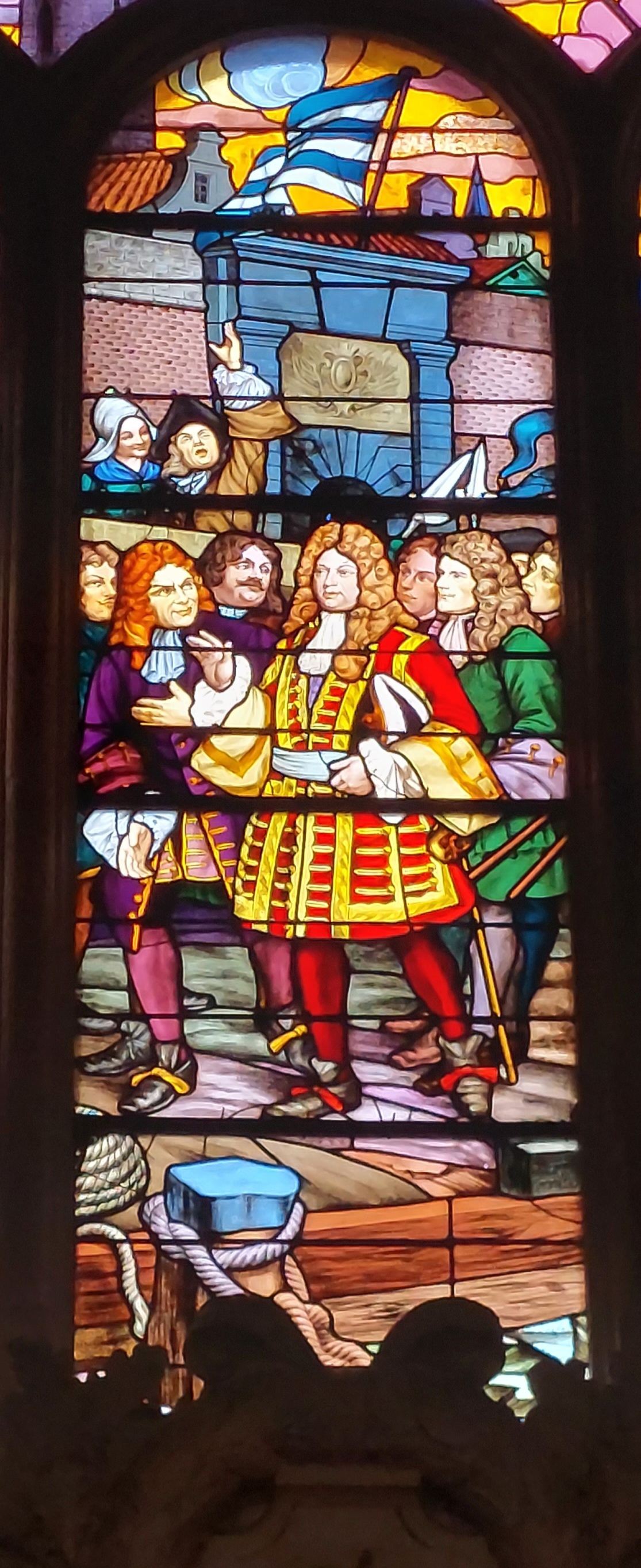
Jan Baert op een glasraam van Félix Gaudin in Duinkerke na zijn terugkeer van de Slag bij Texel.

Jan Baert, ook bekend onder zijn Franse naam Jean Bart, (Duinkerke, 21 oktober 1650 - aldaar, 27 april 1702) was een Vlaamse Duinkerker kaper in Franse dienst.
Baert was beroemd om zijn moed en behendigheid. Hij slaagde erin 386 schepen te veroveren, en bracht een groot aantal vaartuigen tot zinken of stak ze in brand. Om die reden werd hij ook "de schrik van de Noordzee' genoemd.
Hij diende een tijdlang onder admiraal Michiel de Ruyter, en behaalde zijn grootste successen tijdens de Negenjarige Oorlog.

## Biografie
Baert was afkomstig uit een familietraditie van Duinkerker zeelieden en militairen. Zijn vader was Cornil Baert en zijn moeder Catherine Jansen. Zijn overgrootvader Michiel Jacobsen was viceadmiraal voor de Spaanse koning van de Lage Landen. Jan Baert was Nederlandstalig, evenals zijn familie. In 1689 trouwde hij met Marie Tugghe.

## Engels onderdaan
Tijdens de Tachtigjarige Oorlog bleef Duinkerke in Spaanse handen. Bij de Slag bij Duinkerke op 23 juni 1658 veroverde het Franse leger van Henri Turenne Duinkerke op de Spanjaarden. Diezelfde avond overhandigde Lodewijk XIV de stad aan de Engelsen, zijn toenmalige bondgenoten. Baert was toen 12 jaar en meldde zich aan op een schip als Engels onderdaan.

## Kaper voor de Republiek
In 1666 verbond Frankrijk zich met de Verenigde Provinciën tegen Engeland. Cornil Baert, de vader van Jan, vond de dood in Nederlandse dienst bij de aanval van een Engels schip. Baert werd ingescheept als luitenant van het "Vette Varken", welks bemanning werd verzocht de Engelsen in het oog te houden. In de zomer monsterde Baert aan als matroos op de "Zeven Provinciën", het vlaggenschip van de Nederlandse vloot, onder bevel van admiraal Michiel de Ruyter.
Na de Tocht naar Chatham in 1667 werd de Vrede van Breda ondertekend. De Ruyter gaf Baert het bevel over de brigantijn "De Gouden Eend".

## Negenjarige Oorlog
Tijdens de Negenjarige Oorlog leed de Franse vloot in 1692 een nederlaag tegen de Engelsen, en bleef daardoor in Toulon voor anker liggen.
Na de Slag bij Texel op 29 juni 1694 was Baert in heel Frankrijk bekend. Aan het eind van de 17e eeuw heerste in Frankrijk hongersnood. Er werd besloten om graan aan te kopen in de Scandinavische landen. Het konvooi van 96 Franse graanschepen viel in de handen van Hollanders. Baert slaagde erin de Hollanders het graan afhandig te maken. Hij nam het met zes kleine fregatten op tegen zes grotere Hollandse schepen. Als gevolg hiervan daalde de graanprijs in Frankrijk met 90% (van 30 tot 3 pond per schepel). Lodewijk XIV sloeg Baert daarop tot ridder en benoemde hem tot commandant van de zeemacht van Duinkerke.
In de Slag bij de Doggersbank in 1696 wist hij weer een flink aantal Noord-Nederlandse koopvaardijschepen en hun begeleiders te veroveren en te verbranden, vlak voor de neus van een veel grotere Engelse vloot.
De Engelsen en de Republiek probeerden samen Duinkerke te veroveren, zowel over land (1692) als van op zee (1694 en 1695), om de activiteit van de Duinkerker Kapers te stoppen, maar zonder succes.
Baert overleed in 1702 ten gevolge van een longontsteking. Hij ligt begraven in de Sint-Elooiskerk in Duinkerke, waar zijn graf werd teruggevonden in 1928.